# Paspalum blodgettii
Paspalum blodgettii är en gräsart som beskrevs av Alvin Wentworth Chapman. Paspalum blodgettii ingår i släktet tvillinghirser, och familjen gräs. Inga underarter finns listade i Catalogue of Life.